# 동성애 연구 및 치료를 위한 전미 협회
동성애 연구 및 치료를 위한 전미 협회(National Association for Research & Therapy of Homosexuality) 또는 NARTH는 미국에서 전환 치료를 홍보하고 연구하는 단체이다.

## 역사
동성애 연구 및 치료를 위한 전미 협회(NARTH)는 1992년 조셉 니콜로시와 찰스 소키라이즈, 벤자민 카우프먼에 의해 설립되었다.
동성애 연구 및 치료를 위한 전미 협회(NARTH)는 2011년 캘리포니아 행동 과학 위원회에서 퇴출되었으며 2012년에는 조건을 만족하지 못하여 미국 국세청에 의해 세제 혜택에서 제외되었다.

## 학계 입장
2009년 미국 심리학회는 '종교적으로 편향된 단체가 전문적이고 과학적인 학계와 충돌하고 있으나, 오랜 전문적인 합의에 의하면 동성애는 건강한 성적 지향의 하나이며, 전환 치료에 효과가 있다는 어떤 연구도 존재하지 않고, 동성애가 인격적 결함 내지 실패의 징후이며 치료될 수 있다고 여기는 자들은 보수 기독교 정치 운동에 관련된 사람들로, 동성애자들에게 낙인을 찍으려 시도하고 있다'고 발표하였다.
국제적으로 모든 주요 학계는 전환 치료에 효과가 없다고 밝히고 있으며, 이에 대해 경고하는 정책과 지침을 가지고 있다. 여기에는 미국 정신의학회와 미국 심리학회, 미국 상담협회, 미국사회사업가협회, 영국 왕립 정신과의사 학회, 호주심리학회등이 포함된다.
미국 심리학회와 왕립 정신과의사 학회는 동성애 연구 및 치료를 위한 전미 협회(NARTH)의 입장이 비과학적이며 편견과 차별을 조장하는 행위라고 우려를 표명하였다.

## 같이 보기
- 생물학과 성적 지향